# Johan Baptista van Helmont
Johan Baptista van Helmont (Brüsszel, 1579. január 12. – Vilvoorde, 1644. december 30.) flamand orvos, alkimista, kémikus. (Jan Baptist van Helmont, Jan-Baptiste van Helmont, Johannes Baptista van Helmont, Johann Baptista von Helmont, Joan Baptista van Helmont néven is ismert).

## Élete, munkássága
Kezdetben Leuvenben bölcseletet tanult, de nem végzett, hanem a jezsuitáknál folytatott filozófiai tanulmányokat, majd végül orvosként végzett 1609-ben. Közben hosszabb utazást tett Svájcban, Olaszországban, Franciaországban, Angliában. Hazatérése után elsősorban kémiával foglalkozott.
A kémiában elsőként végzett valóban tudományos kísérleteket, ezért tőle számítják az alkímia és a modern kémia közötti átmenet kezdetét. Vizsgálati eredményeit gondosan rögzítette, ügyelt kísérletei pontosságára és ismételhetőségére. A kémia története a gázok felfedezőjeként tartja számon. „Van Helmont felfedezte, hogy nem minden levegő, ami légnemű, [hanem] vannak más légszerű anyagok is.” Ő vezette be a gáz (gas) szót a vegyi terminológiába.
Ő jött rá arra, hogy minden anyagnak különböző halmazállapotai vannak, és az ezek átmenetei nem változtatják meg az anyag kémiai minőségét. Vizsgálta az oldódás folyamatát is.
Arisztotelész, Galénosz tanaival és kora orvosi nézeteivel szemben saját teóriát alakított ki, mely szerint az élő szervezetben végbemenő folyamatokat a testet átható nem-anyagi jellegű alaperő (archeus) és néhány más alárendeltebb erő irányítja. Rendszere Paracelsuséval rokonítható, de annál világosabb. 
Munkásságát az Ortus Medicinae című könyv foglalja össze, melyet fia, Franciscus Mercurius van Helmont adott ki 1648-ban.

## Jegyzetek

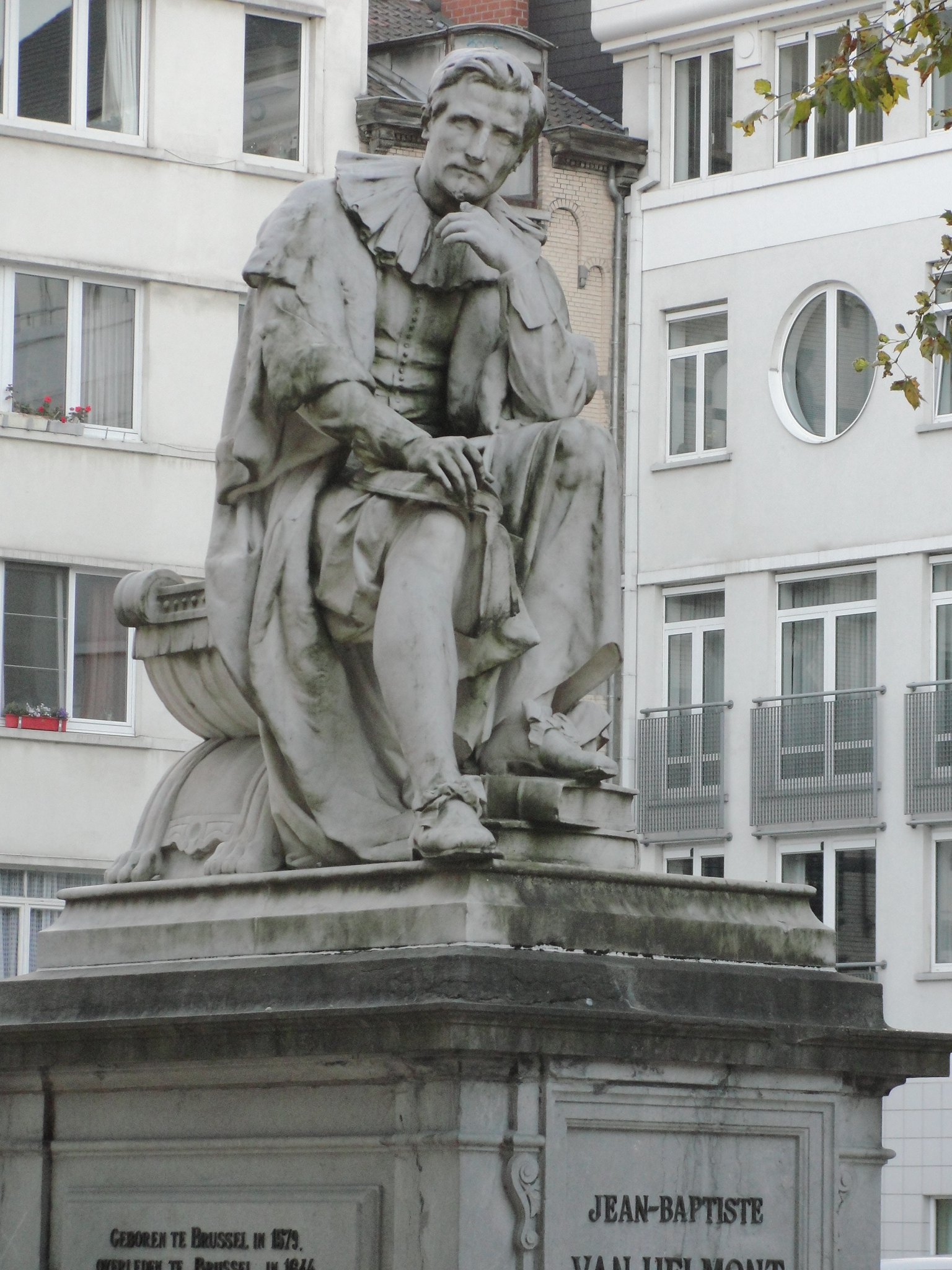
Szobra Brüsszelben